# Mottafollone
Mottafollone – miejscowość i gmina we Włoszech, w regionie Kalabria, w prowincji Cosenza.
Według danych na rok 2004 gminę zamieszkiwało 1515 osób, 50,5 os./km².

## Współpraca
Miejscowość partnerska:
- Andenne, Belgia